# کریس هورنر
کریستوفر لی هورنر (انگلیسی: Christopher Lee Horner؛ زادهٔ ۲۳ اکتبر ۱۹۷۱) رکابزن حرفه‌ای اهل ایالات متحده آمریکا است که در رشتهٔ دوچرخه‌سواری جاده فعالیت می‌کند. هورنر در سال ۲۰۱۳ برندهٔ ووئلتا اسپانیا شد و در حال حاضر مسن‌ترین برندهٔ گرند تورها به شمار می‌رود.

## فعالیت حرفه‌ای

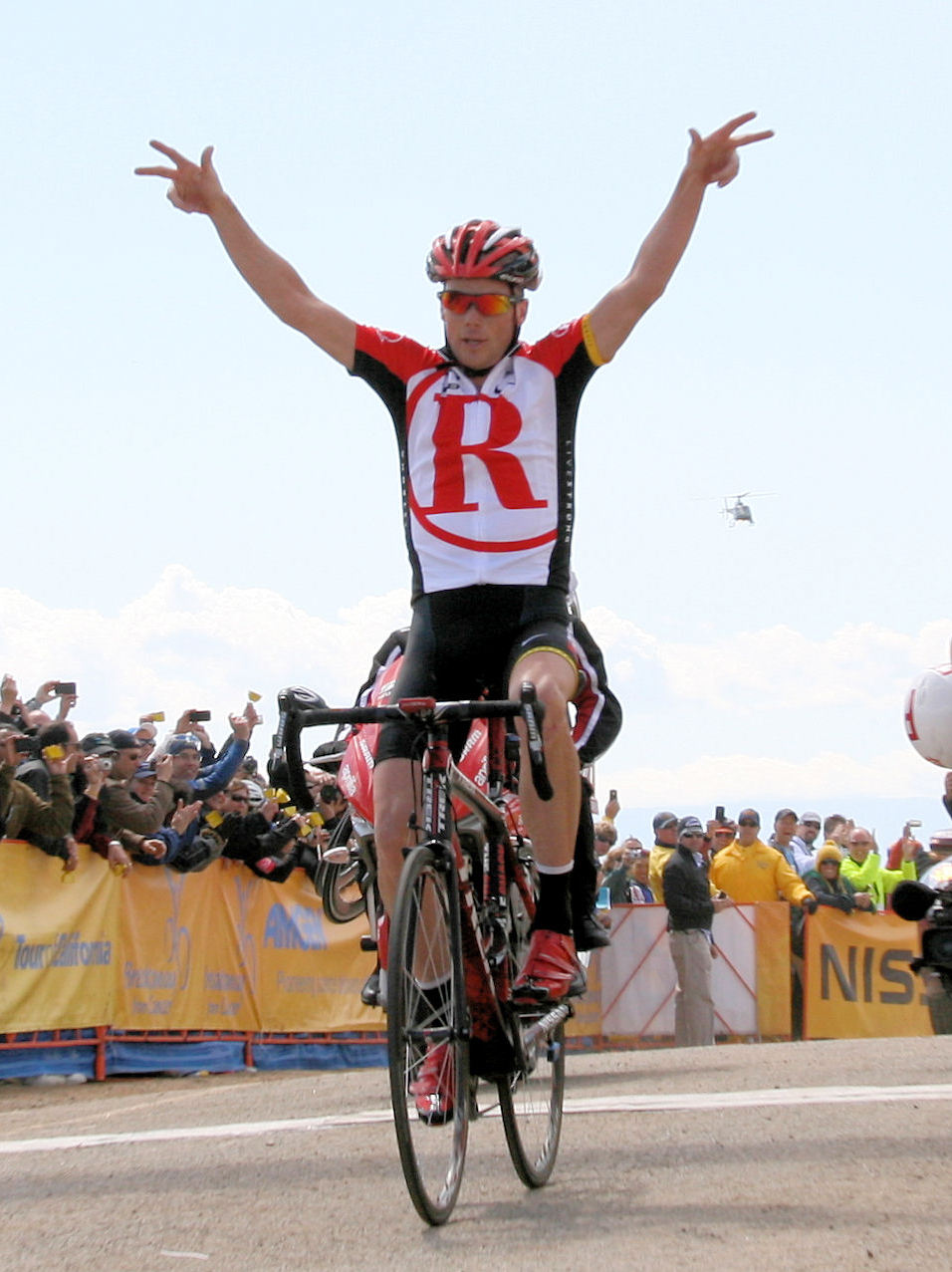
کریستوفر لی هورنر

هورنر در سال ۱۹۹۵ حرفه‌ای شد و نخستین پیروزی خود را در سال بعد در تور دوپونت جشن گرفت. در سال ۱۹۹۷ به فرانسه رفت و تا سال ۱۹۹۹ در تیم فرانسیس دو ژو رکاب می‌زد. او در این تیم نتایج مناسبی به دست نیاورد و در سال ۲۰۰۰ دوباره به آمریکا بازگشت. هورنر تا سال ۲۰۰۴ تقریباً در همهٔ مسابقات مهم تقویم دوچرخه‌سواری آمریکا به جز مسابقات قهرمانی کشور پیروز شد. سپس در سال ۲۰۰۵ به تیم اسپانیایی سونیر دوال–پرودیر پیوست تا فرصتی برای شرکت در تور دو فرانس داشته باشد. او در ابتدای فصل ۲۰۰۵ مصدوم شد؛ ولی پس از بازگشت، برندهٔ مرحلهٔ ششم تور سوئیس شد و در فهرست تیم برای تور دو فرانس قرار گرفت. پس از حضور در تیم داویتامون–لوتو برای دو فصل، در سال ۲۰۰۸ به تیم آستانه ملحق شد.

### ریدیوشک (۲۰۱۰–۲۰۱۱)
در ۴ اکتبر ۲۰۰۹ خبر پیوستن هورنر به تیم ریدیوشک برای دو فصل آینده منتشر شد. او به قهرمانی تور باسک ۲۰۱۰ دست یافت و در مرحلهٔ تایم تریل آن پیروز شد. در تور دو فرانس نیز در رتبهٔ نهم قرار گرفت.
در فصل ۲۰۱۱ نایب قهرمان تور باسک شد و پس از آن، تور کالیفرنیا را فتح کرد. او در مرحلهٔ چهارم در آخرین سربالایی فرار کرد و به تنهایی و با فاصلهٔ بیش از یک دقیقه با رقیبان از خط پایان گذشت. در مرحلهٔ هفتم نیز با هم‌تیمی خود لیوای لایفایمر فرار کرد و برتری خود را تحکیم کرد تا در ۳۹ سالگی، مسن‌ترین برندهٔ تور نام بگیرد. سپس در تور دو فرانس شرکت کرد، ولی زمین‌خورد و از مسابقه کنار رفت.

### ریدیوشک–نیسان (۲۰۱۲–۲۰۱۳)
در فصل ۲۰۱۲ هورنر به عضویت تیم ریدیوشک–نیسان درآمد و در نخستین مسابقهٔ خود از ژوئیهٔ سال گذشته، در تور تیرنو–آدریاتیکو شرکت کرد و نایب قهرمان شد. در ادامهٔ فصل، در تور کالیفرنیا هشتم و در تور دو فرانس نیز سیزدهم شد.
در آغاز فصل ۲۰۱۳ هورنر نایب قهرمان تور یوتا شد. سه هفتهٔ بعد، در مرحلهٔ سوم ووئلتا اسپانیا، هورنر در کیلومتر پایانی فرار کرد و پیروز شد تا رهبر رده‌بندی اصلی شود. با این پیروزی (با سن ۴۱ سال و ۳۰۷ روز) تبدیل به مسن‌ترین رکابزنی شد که برندهٔ مرحله و رهبر یک گرند تور شده‌است. سپس برندهٔ مرحلهٔ دهم شد و دوباره رهبری را به دست گرفت. در نهایت، هورنر توانست قهرمان ووئلتا شود و مسن‌ترین برندهٔ یک گرند تور معرفی شود.

### لامپره–مریدا (۲۰۱۴)
در فصل ۲۰۱۴ به تیم لامپره-مریدا ملحق شد؛ ولی هنگام آماده‌سازی برای جیرو دیتالیا با خودرویی تصادف کرد. بنابراین تصمیم گرفت در جیرو شرکت نکند و در تور دو فرانس حضور یابد. سپس در تور یوتا دوم شد تا خود را برای ووئلتا آماده کند. ولی پیش از آغاز مسابقه به دلیل پایین آمدن سطح کورتیزول از حد مجاز، انصراف داد. دلیل آن استفادهٔ هورنر از کورتیزون برای درمان نوعی برونشیت تحت معافیت درمانی اعلام شد.

## نتایج در گرند تورها
| گرند تور       | ۲۰۰۵ | ۲۰۰۶ | ۲۰۰۷ | ۲۰۰۸ | ۲۰۰۹   | ۲۰۱۰ | ۲۰۱۱   | ۲۰۱۲ | ۲۰۱۳ | ۲۰۱۴ |
| -------------- | ---- | ---- | ---- | ---- | ------ | ---- | ------ | ---- | ---- | ---- |
| جیرو دیتالیا   | —    | —    | —    | —    | ناتمام | —    | —      | —    | —    | —    |
| تور دو فرانس   | ۳۳   | ۶۱   | ۱۴   | —    | —      | ۹    | ناتمام | ۱۳   | —    | ۱۷   |
| ووئلتا اسپانیا | —    | ۲۰   | ۳۶   | —    | ناتمام | —    | —      | —    | ۱    | —    |